# I nuovi guardiani
I nuovi guardiani (Новый дозор, traslitterato Novyi Dozor) è un romanzo di Sergej Luk'janenko, pubblicato nel 1998 e quinto di una serie di sei romanzi, nota come Ciclo dei Guardiani. Il genere dell'opera spazia dal fantasy al gotico all'horror, ambientandosi nella Mosca contemporanea.

## Trama
Anton Gorodeckij individua un presunto profeta all'Aeroporto di Mosca-Šeremet'evo. Geser dà quindi ad Anton e al collega Las l'incarico di indagare.

## Edizioni
- Sergej Luk'janenko, I nuovi guardiani, Milano, Arnoldo Mondadori Editore, 2015, ISBN 8804654430.